# Дізі (Во)
Дізі (фр. Dizy) — громада  в Швейцарії в кантоні Во, округ Морж.

## Географія
Громада розташована на відстані близько 85 км на південний захід від Берна, 16 км на північний захід від Лозанни.
Дізі має площу 3 км², з яких на 7,5% дозволяється будівництво (житлове та будівництво доріг), 70% використовуються в сільськогосподарських цілях, 22,1% зайнято лісами, 0,3% не є продуктивними (річки, льодовики або гори).

## Демографія
2019 року в громаді мешкало 234 особи (+5,9% порівняно з 2010 роком), іноземців було 12%. Густота населення становила 77 осіб/км².
За віковим діапазоном населення розподілялося таким чином: 27,4% — особи молодші 20 років, 62,4% — особи у віці 20—64 років, 10,3% — особи у віці 65 років та старші. Було 87 помешкань (у середньому 2,7 особи в помешканні).
Із загальної кількості 68 працюючих 16 було зайнятих в первинному секторі, 28 — в обробній промисловості, 24 — в галузі послуг.